# Marcos Danilo Padilha
Marcos Danilo Padilha (Cianorte, 31 juli 1985 – La Ceja, 29 november 2016) was een Braziliaans voetbaldoelman, beter bekend als Danilo. Hij kwam om het leven bij de ramp met LaMia Airlines-vlucht 2933. 

## Biografie
Danilo begon zijn carrière bij kleinere clubs en ging in 2013 bij tweedeklasser Chapecoense spelen, waarmee hij dat jaar promotie afdwong naar de Série A. Op 19 april 2014 maakte hij zijn debuut tegen Coritiba en hield meteen de netten schoon. In 2015 kon de club zich plaatsen voor de Copa Sudamericana 2016. De club plaatste zich voor de finale tegen Atlético Nacional en schakelde onderweg grootmachten uit de voetbalgeschiedenis als Independiente, Junior en San Lorenzo uit. Op 30 november 2016 zou de club tegen het Colombiaanse Atlético Nacional de heenwedstrijd van de finale spelen, maar onderweg naar Medellín crashte het vliegtuig in Colombia. Danilo liet een vrouw en zoon achter.